# 大平町牛久
大平町牛久（おおひらまちうしく）は、栃木県栃木市の大字。郵便番号は329-4401。
　

## 地理
栃木市の中部、大平地区の北部に位置する。北部の栃木駅南口地区、東部の栃木県道252号蛭沼川連線沿いに住宅地が集中している。
隣接する地名
- 東 - 沼和田町
- 西 - 大平町川連、大平町土与
- 南 - 大平町横堀
- 北 - 境町

## 歴史
沿革
- 1889年（明治22年）4月1日 - 町村制施行により、栃木県下都賀郡牛久村が横堀村、川連村、土与村、蔵井村、真弓村、下高島村、上高島村、北武井村と合併し瑞穂村が成立、瑞穂村牛久となる。
- 1956年（昭和31年）9月30日 - 瑞穂村が富山村、水代村と合併し大平村が成立、大平村牛久となる。
- 1961年（昭和36年）11月3日 - 大平村が町制施行し大平町が成立、大平町牛久となる。
- 2010年（平成22年）3月29日 - 大平町が栃木市（旧）、藤岡町、都賀町と合併し栃木市（新）が成立。同時に地域自治区「大平町」が設置され、栃木市大平町牛久となる。

## 世帯数と人口
2017年（平成29年）8月31日現在の世帯数と人口は以下の通りである。
| 大字       | 世帯数  | 人口  |
| ---------- | ------- | ----- |
| 大平町牛久 | 292世帯 | 717人 |

## 交通

### 道路
一般県道
- 栃木県道252号蛭沼川連線

広域農道
- 下都賀西部広域農道

## 小・中学校の学区
市立小・中学校に通う場合、学区は以下の通りとなる。
| 番地 | 小学校               | 中学校             |
| ---- | -------------------- | ------------------ |
| 全域 | 栃木市立大平東小学校 | 栃木市立大平中学校 |